# Вятская славяно-латинская школа
Вя́тская славя́но-лати́нская шко́ла — образовательное учреждение среднего уровня на базе Вятского архиерейского дома. Располагалась в городе Вятка, ныне Киров, Кировская область, Россия.

## История
Основана в 1727 году как школа для детей духовенства Вятской епархии. Вятский епископ Лаврентий Горка создал на её базе Славяно-латинскую школу для детей духовного и гражданского ведомств, вызвав из Киевской академии для этого «учёных мужей» Михаила Финицкого и Василия Лещинского, приехавших в 1734. В 1735 в школу приехали ок. 400 учащихся 7-25 лет и разделились на 2 отделения — латинское и славяно-российское. Школа располагалась в Вятском архиерейском доме. В 1739, после смерти Горки, открылся класс пиитики, в 1740 — риторики. С 1740 — главой школы становится М. Е. Финицкий. В 1744 переведена в Успенский Трифонов монастырь. С 1744 — глава Пётр Глемаровский. В 1752 закрылась. Её традиции восприняла Вятская духовная семинария.

## Библиотека
Лаврентий Горка привёз с собой в Вятку свою уникальную библиотеку — 335 наименований книг (с 1528 года) После смерти епископа большая часть библиотеки увезена в Московскую духовную академию, около 25 книг осталось в Вятке (5 из них сейчас хранятся в Кировской областной библиотеке им. А. И. Герцена).